# 로비아타르
로비아타르(핀란드어: Loviatar [ˈloʋiɑtɑr][*])는 핀란드 신화의 죽음의 신 투오니와 지하세계의 여왕 투오네타르 사이에 태어난 딸이다. 맹인이며, 질병의 신으로 취급된다. 바람에 의해 잉태하여 아홉 아들(위흐데크샌 사이라우타)을 낳았다. 열 번째 아이는 딸이었다. 칼레발라 제45절에 언급된다.